# Acrolepiidae
Họ Acrolepiidae là một họ bướm đêm được gọi là bướm đêm lưng kim cương giả.
Con sâu có chiều dài điển hình từ 10–12 mm và có đốm. Con lớn có sải cánh dài 16–18 mm và thường sinh sống về đêm.

## Loài
Một số loài tiêu biểu:
- Acrolepia aiea, Swezey 1933
- Acrolepia alliella, Sato 1979
- Acrolepia autumnitella, Curtis 1838
- Acrolepia nothocestri, Busck 1914
- Acrolepiopsis assectella, Zeller, 1839
- Acrolepiopsis betulella, Curtis 1838
- Acrolepiopsis incertella, Chambers 1872
- Acrolepiopsis marcidella, Curtis 1850
- Acrolepiopsis sapporensis, Matsumura 1931
- Acrolepiopsis tauricella, Staudinger 1870
- Acrolepiopsis vesperella, Zeller 1850
- Digitivalva arnicella, Heyden 1863
- Digitivalva eglanteriella, Mann 1855
- Digitivalva granitella, Treitschke 1833
- Digitivalva occidentella, Klimesch 1956
- Digitivalva pulicariae, Klimesch 1956
- Digitivalva reticulella, Hübner 1796